# ドミティラ・デ・カストロ・カント・イ・メロ
ドミティラ・デ・カストロ・カント・イ・メロ（ポルトガル語: Domitila de Castro Canto e Melo、1797年12月27日 - 1867年11月3日）は、ブラジル貴族。皇帝ペドロ1世の愛妾。ドミティラ（Domitila）とも呼ばれた。

## 生涯
陸軍軍人の娘として、サンパウロで生まれた。1813年に下級士官のフェリシオ・ピント・コエリョと結婚。3子をもうけた。1822年、当時ブラジル摂政で、サンパウロ滞在中のペドロ王子と出会った。ペドロはドミティリアを首都リオデジャネイロへ招き、彼女を皇后マリア・レオポルディナの女官にとりたてた。この頃、ドミティリアは夫フェリシオとの結婚を無効にした。
1823年、リオデジャネイロのバラオン・デ・ウバ通りに、ドミティリアは初めて邸宅を与えられた。1826年には、ボア・ヴィスタ王宮近くに通称カーサ・アマレーラという邸宅を与えられた。またドミティリアはテオドロ・フェレイラ・デ・アギラルの邸宅を買い上げ、新古典主義建築様式に改装した。
ペドロ1世との間に5子をもうけ、そのうち2人が成人した。
- イザベル・マリア（pt、1824年-1898年） - ゴイアス公爵夫人
- マリア・イザベル（pt、1830年-1896年） - イグアス伯爵夫人

1825年10月、ドミティリアは初代サントス子爵夫人の称号を授けられた。翌1826年にはさらに上の称号であるサントス侯爵夫人とされた。彼女の両親も厚遇され、兄フランシスコは陸軍で昇進した。ドミティリアは、ペドロの正妻である皇后マリア・レオポルディナに激しく嫉妬した。自分の生んだ、ペドロの血を引く子供たちが、皇子皇女らと平等に扱われるよう求めた。ペドロ1世は皇后に配慮することなく、嫡子と庶子を分け隔てなく宮廷で育て、良い教育を授けた。1825年12月2日にマリア・レオポルディナが待望の皇子ペドロ・デ・アルカンタラ（のちの皇帝ペドロ2世）を生んだ。同じ月にドミティリアが男児を生むと、ペドロは庶子に皇子と同じペドロ・デ・アルカンタラ（ポルトガル語: Pedro de Alcântara Brasileiro、1826年に夭折）の名を与え、皇子と庶子は並んだ揺りかごの中で眠った。
1826年12月11日、以前より体調が悪化していた皇后マリア・レオポルディナが、難産が致命傷となって死去した。ブラジルの世論は、皇后が存命中に受けた苦痛と屈辱の責任はまず第一にサントス侯爵夫人が負うべきだとみなした。摂政王子ペドロは名うての女たらしとして有名であった。1826年当時、フランス人女性アデール・ボンプラン、セッス夫人、ドミティリアの実姉ソロコバ男爵夫人マリア・ベネディタらが愛妾としてあげられていた。
1829年、ペドロ1世とドミティリアの関係は破綻した。当時の世評によると、実姉マリア・ベネディタがペドロ1世との間に庶子ロドリーゴ・デルフィムを生んだことで2人の関係を知ったドミティラが激高し、姉を殴打しようとしたためだと言われている。しかし別離の最大の理由は、ペドロ1世がロイヒテンベルク公女アメリー・ド・ボアルネとの再婚を望んだためだった。1827年以降、寡夫となったペドロ1世はヨーロッパ王族の高貴な血を引く女性との再婚を考え、花嫁探しのために大使を派遣した。ところがペドロとドミティリアとの関係がマリア・レオポルディナを苦しめ、死に追いやったと欧州でみなされており、数人の姫君から求婚を拒絶された。ロイヒテンベルク公側との交渉にあたり、ペドロ1世はドミティリアをそばから遠ざけ、帝国外へ追放することを表明して、アメリーをようやく迎えられることになったのだった（正式に皇后となってからも、アメリーは住まいとなったサン・クリストヴァオン宮殿内にドミティリアが生んだ庶子たちを入れることを拒絶した）。
1833年、ドミティリアは陸軍旅団長ラファエル・トビアシュ・デ・アギラルと再婚し、彼との間に4子をもうけた。
老齢に達したドミティリアは、貧者や見捨てられた病人への支援活動を行う慈悲深い女性となっていた。1867年、ドミティリアは腸炎で亡くなり、自らが寄贈した土地にあるコンソラサオン墓地（サンパウロ）に埋葬された。